# Dicranota nuptialis
Dicranota nuptialis är en tvåvingeart som beskrevs av Alexander 1948. Dicranota nuptialis ingår i släktet Dicranota och familjen hårögonharkrankar. Inga underarter finns listade i Catalogue of Life.